# فائز (اسم)
فائز  اسم علم مذكر عربي، وهو اسم فاعل ومعناه: الظافر، أو الناجي، ومضاده: الهالك، أو الميت. لأن العرب يسمونه على سبيل التفاؤل أحياناً. فالفائز أصلاً من المفازة، وهي الفلاة لا ماءَ فيها، ويسمونها المهلكة والمنجاة. فالذي يَعبُر المفازة يقال له: فائز وناجٍ على أمل إنقاذه من الهلاك.
- فاز بالشيء: ظفر به.
- فاز من الشر: نجا.
- فاز في الحرب: انتصر، غَلَب، ظفِر.[1]

## الشخصيات
- فائز الحداد
- فائز مقدسي
- فائز إسماعيل
- فايز الطراونة
- فايز خضور